# Luana Patten
Luana Patten (Long Beach, 6 luglio 1938 – Long Beach, 1º maggio 1996) è stata un'attrice statunitense, nota per aver interpretato come attrice bambina alcuni film di Walt Disney negli anni quaranta.

## Biografia
Luana Patten fece la sua prima apparizione nel film Disney I racconti dello zio Tom (1946), tratto dal libro di Joel Chandler Harris, assieme a Bobby Driscoll; entrambi gli attori apparvero ancora insieme nel film gemello del precedente Tanto caro al mio cuore (1948). Sempre con Bobby Driscoll la Patten apparve in Bongo e i tre avventurieri (1947), e nel segmento Pecos Bill del film Lo scrigno delle sette perle (1948), sempre della Disney. Anni dopo, nel 1957, interpretò Priscilla Lapham nella produzione Disney I rivoltosi di Boston. Sposatasi nel 1960 con l'attore John Smith, divorziò quattro anni più tardi.
Nel 1960 interpretò il ruolo di Libby Halstead nel melodramma A casa dopo l'uragano di Vincente Minnelli. Apparve anche nel western I trecento di Fort Canby (1961), accanto a George Hamilton, e in Va nuda per il mondo (1961) di Ranald MacDougall, con Gina Lollobrigida. Nel 1966 prese parte ancora ad una pellicola di produzione disneyana, I ragazzi di Camp Siddons di Norman Tokar. Si ritirò dalle scene alla fine degli anni sessanta. Luana Patten morì nel 1996, a 57 anni, per una crisi respiratoria. È sepolta nel Forest Lawn Cemetery a Long Beach, California.

## Riconoscimenti
- Young Hollywood Hall of Fame (1940's)

## Filmografia

### Cinema
- I racconti dello zio Tom (Song of the South), regia di Wilfred Jackson e Harve Foster (1946)
- La mamma non torna più (Little Mister Jim), regia di Fred Zinnemann (1947)
- Bongo e i tre avventurieri (Fun & Fancy Free) (1947)
- Lo scrigno delle sette perle (Melody Time), regia di Clyde Geronimi e Wilfred Jackson (1948)
- Tanto caro al mio cuore (So Dear to My Heart), regia di Harold D. Schuster (1948)
- Gli indiavolati (Rock, Pretty Baby), regia di Richard Bartlett (1956)
- I rivoltosi di Boston (Johnny Tremain), regia di Robert Stevenson (1957)
- Il ritorno di Joe Dakota (Joe Dakota), regia di Richard Bartlett (1957)
- Il frutto del peccato (The Restless Years), regia di Helmut Käutner (1958)
- A un passo dalla morte (The Young Captives), regia di Irvin Kershner (1959)
- A casa dopo l'uragano (Home from the Hill), regia di Vincente Minnelli (1960)
- The Music Box Kid, regia di Edward L. Cahn (1960)
- Va nuda per il mondo (Go Naked in the World), regia di Ranald MacDougall (1961)
- The Little Shepherd of Kingdom Come, regia di Andrew V. McLaglen (1961)
- I trecento di Fort Canby (A Thunder of Drums), regia di Joseph M. Newman (1961)
- La bibbia e la pistola (Shootout at Big Sag), regia di Roger Kay (1962)
- I ragazzi di Camp Siddons (Follow Me, Boys!), regia di Norman Tokar (1966)
- They Ran for Their Lives, regia di John Payne (1968)
- Grotesque, regia di Joe Tornatore (1987)

### Televisione
- The Restless Gun – serie TV, episodio 2x05 (1958)
- Ricercato vivo o morto (Wanted: Dead or Alive) – serie TV, episodio 1x23 (1959)
- Tales of Wells Fargo – serie TV, episodio 3x25 (1959)
- Gli uomini della prateria (Rawhide) – serie TV, episodio 2x12 (1960)
- Perry Mason – serie TV, episodio 9x20 (1966)
- Bonanza – serie TV, episodio 8x07 (1966)

## Doppiatrici italiane
- Fiorella Betti in Il frutto del peccato, A casa dopo l'uragano, I trecento di Fort Canby
- Rita Savagnone in Il ritorno di Joe Dakota, Va nuda per il mondo
- Vittoria Febbi in I rivoltosi di Boston
- Maria Pia Di Meo in A un passo dalla morte
- Flaminia Jandolo in I ragazzi di Camp Siddons
- Federica De Bortoli in Tanto caro al mio cuore